# Chionaema nigroplagata
Chionaema nigroplagata är en fjärilsart som beskrevs av Bethune-Baker 1910. Chionaema nigroplagata ingår i släktet Chionaema och familjen björnspinnare. Inga underarter finns listade i Catalogue of Life.